# Bernard Lewis
Pour les articles homonymes, voir Bernard Lewis (chimiste) et Lewis.
Bernard Lewis, né le 31 mai 1916 à Stoke Newington, un quartier de Londres, et mort le 19 mai 2018 à Voorhees Township, au New Jersey, est un universitaire et historien de citoyenneté britannique à sa naissance ; il a également acquis les nationalités américaine et israélienne.
Professeur émérite des études sur le Moyen-Orient à l'université de Princeton, spécialiste du Moyen-Orient, notamment de la Turquie, et plus généralement du monde musulman et des interactions entre l'Occident et l'Islam. Il est l'auteur de nombreux ouvrages de référence sur le sujet. 
Outre ses activités académiques, Bernard Lewis est un intellectuel proche des néo-conservateurs,, engagé dans le combat politique. Il est connu pour sa défense d'Israël et pour être un adepte de la théorie du choc des civilisations. Il a servi de caution intellectuelle à George W. Bush au moment de l'invasion de l'Irak, qu'il a contribué à légitimer. Il est au centre d'une large polémique en France où des intellectuels lui reprochent de nier le génocide arménien et des associations déposent des plaintes contre lui. Il est condamné au civil, en vertu de l'article 1382 du code civil pour « faute » et pour avoir causé un dommage à autrui, condamnation commentée à l'étranger comme étant une atteinte à la liberté d'expression. 
Il fut conseiller des services secrets britanniques lors de la Seconde Guerre mondiale[réf. nécessaire], consultant du Conseil de sécurité nationale des États-Unis, conseiller de Benyamin Netanyahou alors ambassadeur d'Israël à l'ONU (1984-88)[réf. nécessaire].

## Biographie
Né de parents juifs de la classe moyenne à Londres, Bernard Lewis est attiré par les langues et l'histoire dès son plus jeune âge. Tandis qu'il se prépare à la cérémonie de la bar mitsva à l'âge de onze ou douze ans, il se découvre un intérêt pour les langues étrangères, et spécialement pour les différents alphabets, alors qu'il apprend l'hébreu. Plus tard, il étudie l'araméen puis l'arabe, et plus tard encore le latin, le grec, le persan et le turc. Comme pour les langues étrangères, l'intérêt de Lewis pour l'histoire s'éveille au moment de sa bar mitzvah, à l'occasion de laquelle il reçoit en cadeau un livre sur l'histoire juive.
Il étudie et passe sa licence et son doctorat en histoire à la School of Oriental and African Studies (SOAS) de l'université de Londres. En 1936-1937, il passe son master (appelé alors diplôme d’études supérieures) à Paris, où il commence à apprendre le persan et le turc ; puis, grâce à une bourse, il passe l’année 1937-1938 en Égypte (il s’inscrit comme auditeur libre à l’université du Caire), et, de façon plus brève, en Palestine, en Syrie, au Liban et en Turquie. Mobilisé en 1939, il est affecté à un régiment de chars, puis, en 1941, dans un service de renseignements. Il explique dans son autobiographie qu'une loi britannique toujours en vigueur lui interdit, encore en 2011-2012, de donner des précisions sur ce qu'il a fait pendant la période 1941-1945.
À la fin des années 1940, il rédige The Arabs in History, publié en 1950. « Ce livre, indique Bernard Lewis, n’est pas tant une histoire des Arabes qu’un essai d’interprétation », se concentrant sur « certaines données fondamentales : la place des Arabes dans l’histoire de l’humanité, leur identité, leurs réalisations et les traits saillants des diverses époques de leur développement. » L’ouvrage commence par définir les Arabes, leur identité, puis progresse chronologiquement, de l’Arabie préislamique jusqu’à l’époque contemporaine, mais en insistant particulièrement sur les deux périodes qui intéressent le plus l’auteur : l’âge d’or de la civilisation arabo-musulmane (correspondant au Moyen Âge occidental) et la période suivante, qui voit le déclin de cette civilisation, conquise par les Turcs puis les puissances coloniales ; principalement le Royaume-Uni et la France.
L’ouvrage est traduit en arabe, et salué en Égypte par Shafiq Ghorbal ; par contre, il est interdit au Pakistan parce qu’il comporte une citation de Dante contre Mahomet, que Lewis ne reprend pourtant pas à son compte, mais mentionne comme « un bon exemple des préjugés et de la bigoterie bornée dans l’Europe du Moyen Âge. »
Lewis passe l’année universitaire 1949-1950 à Istanbul, où il consulte les archives ottomanes. Peu après, le Royal Institute for International Affairs lui demande d’écrire un livre sur la Turquie moderne et contemporaine. Il revient en Turquie plusieurs fois dans les années 1950 pour poursuivre ses recherches. Le livre The Emergence of Modern Turkey — centré sur la période qui va du XVIIIe siècle à 1950 — paraît aux Presses de l’université d’Oxford en 1961, et remporte un vif succès. Une édition de poche, avec « d’assez larges révisions », paraît en 1968. Ce texte sert à la traduction en turc (par la Société d’histoire turque), en polonais (par l’Académie des sciences de Varsovie) et en hébreu (par les Presses de l’université hébraïque de Jérusalem). Une traduction française paraît en 1988 chez Fayard ; au « grand étonnement » de Bernard Lewis, le titre devient sous-titre, remplacé par Islam et laïcité ; lorsqu’il demande la raison de cette modification, l’historien de Princeton se voit répondre : « L’Islam se vend ; la Turquie ne se vend pas. » Il publie la troisième édition anglaise en 2002, avec quelques corrections. Ce texte est traduit en turc, toujours par la Société d’histoire turque.
De ces recherches en Turquie, il tire également deux articles. Dans « The Ottoman Archives as a Source for the History of the Arab Lands » (Journal of the Royal Asiatic Society, octobre 1951, p. 139-155), il insiste sur l’intérêt des archives ottomanes. Dans « The Impact of the French Revolution on Turkey » (Journal of World History, no 1, 1953, p. 105-125), il développe une thèse qu’il reprend ensuite plusieurs fois : la Révolution française marque une rupture dans l’histoire du monde musulman et surtout turc, dans la mesure où elle est le premier modèle venu de l’Occident qui ne se veut pas chrétien, et qui peut donc être regardé avec intérêt par un musulman orthodoxe, mais soucieux de modernisation.
Remontant dans la chronologie, Lewis publie en 1963, aux Presses de l’université d’Oklahoma, Istanbul and the Civilization of Ottoman Empire, qui va de la conquête (1453) au XVIIIe siècle, s’appuyant sur des sources ottomanes et occidentales. Une deuxième édition de l’ouvrage paraît en 1989 et une version française l’année suivante.
Rassemblant une série de six conférences prononcées en 1963 à l’université d’Indiana, il en tire un livre, The Middle East and the West, sur la pénétration occidentale au Moyen-Orient et les mutations de cette région à l’époque contemporaine. L’ouvrage est traduit en arabe, en grec, en hébreu et en norvégien. En 1993, il publie une édition revue et corrigée sous le titre Islam and the West, qui est cette fois traduite en français et en allemand et qui va désormais jusqu’à la guerre du Golfe.
À la fin des années 1960, l’Institute of Race Relations de Londres invite Bernard Lewis à poursuivre ses travaux sur la tolérance. Il présente une communication le 2 décembre 1969, publiée par la revue Encounter en août 1970. Un éditeur new-yorkais lui demande alors un livre tiré de cet article. L’ouvrage est publié en 1971 (version française : Race et Couleur en pays d'Islam, Payot, 1982). Poursuivant dans cette voie, Lewis publie, en 1990, aux Presses de l’université d’Oxford, Race and Slavery in the Middle East (version française : Race et Esclavage au Proche-Orient, Paris, Gallimard, 1993).
En 1974, il divorce et se retrouve dans une situation, tant personnelle que financière, difficile ; certains de ses collègues de la SOAS lui trouvent alors un poste de professeur à l'université de Princeton (où il n'a à enseigner qu'un semestre par an) et un autre à l'Institute for Advanced Study (sans aucun lien organique avec l'université : Lewis devient le premier professeur à être affilié en même temps aux deux établissements). Cette nouvelle situation lui permet de reprendre ses travaux à un rythme soutenu.
À partir de la fin des années 1970, Bernard Lewis travaille sur les minorités, en particulier juives, dans les pays à majorité musulmane (article pour les Annales en 1980 ; et The Jews of Islam, Princeton University Press, 1984 ; version française : Juifs en terre d’Islam, Paris, Calmann-Lévy, 1986). Il estime qu'un antisémitisme arabo-musulman serait apparu au XIXe siècle, sous l’influence de diplomates occidentaux d’une part, de chrétiens d’Orient (Grecs, Arméniens, Arabes maronites) d’autre part. Il s’agirait d’un produit d’importation, tous les thèmes étant empruntés à l’antisémitisme chrétien et occidental : empoisonnement, complots, Protocoles des Sages de Sion et même la littérature nazie ; mais, à la suite de l’action de certains dirigeants arabes et au conflit israélo-arabe, cet antisémitisme se serait enraciné, jusqu’à détruire les communautés juives des pays arabes, Maroc excepté. Il poursuit cette analyse dans Semites and anti-Semites (traduction française : Sémites et antisémites, Paris, Fayard, 1987). Critiquant les accusations systématiques d’antisémitisme portées par le Likoud aussi bien qu’un certain antisionisme, Lewis écrit : « Il serait tout à fait injuste et même absurde d'affirmer que tous les adversaires du sionisme et d'Israël sont antisémites. Cependant, il est clair que l'antisionisme sert parfois à donner l'apparence de la respectabilité à des sentiments qui, à l'heure actuelle et dans le monde libre, ne sont en général plus de mise lorsqu'on nourrit des ambitions politiques ou intellectuelles. » Tout en qualifiant de « haine de soi » l’hostilité de certains Juifs à Israël, il note que « la vieille garde antisémite est devenue l’ardente avocate d’Israël, parce qu’elle hait les Arabes encore plus que les Juifs. » Il invite les dirigeants arabes à suivre l’exemple d’Anouar el-Sadate pour « tuer dans l’œuf ce nouvel antisémitisme ».
Il codirige un séminaire à l’université de Princeton, avec le médiéviste Benjamin Braude, en 1978, sur les chrétiens et les juifs de l’Empire ottoman, des origines à 1914. Les travaux de ce séminaire sont publiés (Christians and Jews in the Ottoman Empire: The Functioning of a Plural society, New York-Londres, Holmes and Meier, 1982, deux volumes).
Reprenant ses conférences prononcées en octobre-novembre 1986 devant la Fondation Exxon, Bernard Lewis publie en 1988 The Political Language of Islam (Presses de l’université de Chicago, 1988 ; version française : Le Langage politique de l’Islam. Il s’appuie aussi bien sur ses propres recherches historiques et philologiques que sur des travaux de sémioticiens.
En 1995, synthétisant ses travaux, il publie The Middle East: A Brief History of the Last 2000 Years (traduction française : Histoire du Moyen-Orient, Albin Michel, 1997). Il continue d’écrire dans les années 1990 et 2000, principalement des articles (dont une partie a été rééditée en recueil par les Presses de l’université d’Oxford : From Babel to Dragoman. Interpreting the Middle East, 2004 ; et Faith and Power: Religion and Politics in the Middle East, 2010) et deux essais : What Went Wrong? en 2002 (traduction française : Que s'est-il passé ?, Gallimard) puis The Crisis of Islam en 2003 (traduction française : L’Islam en crise, Gallimard).
En 2005, plusieurs de ses ouvrages et articles sont réédités, en français, par les éditions Gallimard, dans la collection Quatro, sous le titre Islam.
Il meurt le 19 mai 2018 à l’âge de 101 ans.

## Prises de position

### «Choc de civilisations»
Bernard Lewis a inventé l’expression « choc de civilisations » lors d'un colloque sur les tensions au Moyen-Orient, organisé à l’université Johns-Hopkins de Washington en août 1957 au lendemain de la crise du canal de Suez. Selon lui, 

« [l]es ressentiments actuels des peuples du Moyen-Orient se comprennent mieux lorsqu’on s’aperçoit qu’ils résultent, non pas d’un conflit entre des États ou des nations, mais du choc entre deux civilisations. Commencé avec le déferlement des Arabes musulmans vers l’ouest et leur conquête de la Syrie, de l’Afrique du Nord et de l’Espagne chrétiennes, le “grand débat”, comme l’appelait Gibbon, entre l’islam et la chrétienté s’est poursuivi avec la contre-offensive chrétienne des croisades et son échec, puis avec la poussée des Turcs en Europe, leur farouche combat pour y rester et leur repli. Depuis un siècle et demi, le Moyen-Orient musulman subit la domination de l’Occident – domination politique, économique et culturelle, même dans les pays qui n’ont pas connu un régime colonial […]. Je me suis efforcé de hisser les conflits du Moyen-Orient, souvent tenus pour des querelles entre États, au niveau d’un choc des civilisations,. »

Il l’a reprise ponctuellement ensuite, notamment dans son article « The Roots of Muslim Rage », publié dans l'Atlantic Monthly en septembre 1990, où il écrit : « il est d’une importance cruciale pour [l’Occident] de ne pas se laisser aller à une réaction tout aussi historique mais tout aussi irrationnelle » contre l’Islam. Ce thème sera ensuite développé, d’une manière différente, par son assistant au Conseil de sécurité nationale[réf. nécessaire], Samuel Huntington dans un article « The Clash of Civilizations? » (Foreign Affairs, 1993) et un livre : Le Choc des civilisations (en anglais The Clash of Civilizations and the Remaking of World Order) paru en 1996.
Dans un article de 1999, Bernard Lewis revient sur ce sujet « actuellement très controversé » (selon ses propres termes), y apportant des précisions et des nuances : « Quiconque a étudié l’histoire sait qu’il a existé, et qu’il existe encore, plusieurs civilisations sur cette planète ; et tout le monde ou presque s’accorde à penser qu’elles présentent des divergences significatives, et entrent parfois en conflit. Mais dire que les civilisations conduisent une politique étrangère, font la guerre et concluent la paix me semble un abus de langage. J’y vois une extrapolation à partir d’un cas précis — le conflit entre l’Islam et la Chrétienté, auquel je faisais allusion plus haut ». Selon l'historien, les deux religions (christianisme et islamisme) se démarqueraient par leur certitude de l'universalité et de l'exclusivité de leurs vérités et convictions. Dans ce contexte, l'ennemi de l'Islam ne serait pas la civilisation occidentale mais la démocratie : « L’[I]slam, qui est faible depuis deux siècles a toujours cherché des appuis pour combattre son ennemi – la démocratie occidentale. Il a d’abord soutenu les puissances de l’Axe contre les Alliés, puis les communistes contre les [É]tats-Unis : ce qui a abouti à deux désastres. »

### Conflit israélo-arabe
Après la guerre des Six Jours, Bernard Lewis commence à écrire, de plus en plus fréquemment, sur la question palestinienne, l’État juif et les conflits qui opposent Israël aux pays arabes. Dans son premier article, il conclut en espérant que « les hommes de bonne volonté trouveront possible d’être pro-israélien sans être anti-arabe, et d’être pro-arabe sans approuver les pitres et les tyrans qui ont avili et déshonoré un grand et talentueux peuple. »
En janvier 1975, Bernard Lewis publie dans le numéro 59-1 de la revue Commentary (alors éditée par l’American Jewish Committee) un article intitulé « Les Palestiniens et l’OLP — Approche historique », dont il publie ensuite une version remaniée et mise à jour dans Le Retour de l’Islam. Faisant un bref historique de la Palestine depuis l’Antiquité, il renvoie dos à dos les thèses palestinienne (expulsion générale) et israélienne (départs volontaires) sur les réfugiés arabes de Palestine, en 1948-1949.
Prenant à contrepied la ligne de Commentary, Lewis écrit que la seule issue envisageable pour résoudre le conflit est « la création d’un État arabe palestinien sur les parties de la Palestine mandataire auxquelles Israël renoncerait. » Notant qu’une certaine évolution a eu lieu depuis la fin de la guerre du Kippour, Lewis prône des négociations directes entre Israël et l’OLP, à une seule condition : la reconnaissance d’Israël par l’organisation palestinienne. Même l’usage du terrorisme lui semble un argument irrecevable (« c’est perdre de vue, par exigence tatillonne, les réalités du monde moderne »), car Israël, comme bien d’autres pays démocratiques, entretient des relations cordiales avec des États qui terrorisent leur population ; et il conclut en soulignant que « les Palestiniens sont des gens réels, avec un problème réel, dont la solution se fait attendre depuis longtemps. »

En 1991, il réitère ces positions, tout en critiquant le soutien apporté par Yasser Arafat à Saddam Hussein : seule la création d’un État palestinien — dont les frontières restent à négocier — permettra d’apporter la paix. 

« [Il ajoute qu’]en s’accrochant aux territoires, les Israéliens auraient essentiellement le choix entre deux options. L’une serait de maintenir leur présence sous forme d’une occupation militaire sur un peuple assujetti. Dans ce cas, le thème favori de la propagande anti-israélienne, la comparaison avec l’Afrique du Sud, qui n’est aujourd’hui qu’une calomnie, deviendrait une réalité. […] L’autre possibilité serait d’annexer les territoires et de donner à ses habitants la citoyenneté israélienne. Dans ce cas, le modèle ne serait plus l’Afrique du Sud, mais le Liban, et Israël deviendrait une association difficile, une de plus, entre ethnies et groupes religieux en conflit. »

Selon Bernard Lewis, le processus de paix israélo-palestinien est toutefois bloqué à cause de l'enracinement antisémite que l'on retrouve par tradition dans la politique arabe, dont de nombreux partis ont ainsi soutenu le terrorisme kamikaze et dans la crainte de l'évolution économique qu'apporterait le processus de paix au sein des sociétés arabes, en cela influencées par les thèses des Protocoles des Sages de Sion. Selon lui, c'est « au nom de l'islam » que se manifeste « l'opposition contre le processus de paix la plus puissante et la plus ancrée dans les principes, développée […] par le gouvernement iranien et ses agences ainsi que par les autres partis et organisations islamiques » qui développent une propagande antisémite plus puissante que celle basée sur le nationalisme et les races et qui puise « aux riches ressources […] de l'antisémitisme européen. »

### Controverse avec Edward Said
Dans un article intitulé « La question de l’orientalisme » (The New York Review of Books, 24 juin 1982), Bernard Lewis répond aux attaques dont sont l’objet les orientalistes, et particulièrement à celles que leur adresse Edward Said. Il estime que la démonstration de Said n’est pas convaincante. Il reproche à Said :
- de créer artificiellement un groupe, les orientalistes, qui partageraient, en gros la même thèse, ce que Lewis juge absurde ;
- d’ignorer les travaux des orientalistes du monde germanique, pour se focaliser sur les Britanniques et les Français, et de négliger, parmi ces derniers, bon nombre d’auteurs majeurs, comme Claude Cahen ;
- de préférer, souvent, les « écrits mineurs ou occasionnels » aux « contributions majeures à la science » ;
- d’intégrer dans son analyse des auteurs qui ne sont pas de vrais orientalistes, comme Gérard de Nerval ;
- de commettre une série d’entorses à la vérité et d’erreurs factuelles, notamment quand Edward Said accuse Silvestre de Sacy d’avoir volé des documents et commis des traductions malhonnêtes (« Cette monstrueuse diffamation d’un grand savant est sans un grain de vérité »), ou lorsqu’il écrit que les armées musulmanes ont conquis la Turquie avant l’Afrique du Nord (« c’est-à-dire que le XIe siècle est venu avant le VIIe ») ;
- de faire des interprétations absurdes de certains passages écrits par des orientalistes, notamment par Bernard Lewis lui-même ;
- d’utiliser deux poids, deux mesures : « les spécialistes soviétiques, en particulier quand ils traitent des régions islamiques et d’autres régions non européennes de l’Union soviétique, se rapprochent le plus — beaucoup plus que tous ces Britanniques et ces Français qu’il condamne — de la littérature tendancieuse et dénigrante, qu'Edward Said déteste tant chez les autres » ; or Said ne mentionnerait jamais les thèses contestables d’auteurs russes.

### Conseiller néo-conservateur
En 2007, Lewis a été comme un des principaux « analystes du Moyen-Orient en Occident ». D'autres ont fait valoir que l'approche de Lewis est essentialiste concernant le monde musulman, pour lequel il procède par généralisations abusives ; ils ont aussi souligné sa tendance à réaffirmer des hypothèses contestées par des recherches plus récentes. Sur le plan politique, Lewis est accusé par ses détracteurs d'avoir contribué à diffuser l'idée d'une infériorité culturelle de l'islam et de s'être focalisé sur le djihad. Ses conseils ont été fréquemment recherchés par les décideurs néoconservateurs, y compris l'administration de George W. Bush. Son soutien actif à la guerre en Irak et aux idéaux néoconservateurs ont depuis été examinés,,,,.

### Négation du génocide arménien
Dans The Emergence of Modern Turkey, deuxième édition (1968 en anglais), Bernard Lewis écrit :

« Pour les Turcs, cette menace sécessionniste arménienne apparaissait comme la plus redoutable de toutes. Ils pouvaient encore, tout à regret que ce fût, abandonner leurs conquêtes serbes, bulgares, albanaises et grecques pour rapprocher de chez eux les frontières de l’Empire. Mais les Arméniens, qui s’étendaient à travers la Turquie d’Asie depuis la frontière du Caucase jusqu’à la côte méditerranéenne, étaient implantés en plein cœur de la patrie turque ; et renoncer à ces régions aurait signifié plus que le tronçonnement : la dissolution de l’État turc. Depuis des siècles, les villages turcs et arméniens, inextricablement mêlés, vivaient en bon voisinage, et voilà que s’engagea entre eux une lutte désespérée, lutte entre deux nations pour la possession d’une seule patrie, qui s’acheva par les terribles tueries de 1915, dans lesquelles périrent un million et demi d’Arméniens, selon certaines estimations, et un nombre inconnu de Turcs. »

Il accorde un entretien au quotidien Le Monde, publié dans l’édition du 16 novembre 1993 dans lequel il répond à la question « Pourquoi les Turcs refusent-ils toujours de reconnaître le génocide arménien ? » par : « Vous voulez dire : la version arménienne de cette histoire ? » et reprend les arguments habituels négationnistes du gouvernement turc.
Trente intellectuels, parmi lesquels André Chouraqui, Jacques Ellul, Alain Finkielkraut, André Kaspi, Yves Ternon et Jean-Pierre Vernant lui répondent dans le même journal le 27 novembre 1993, affirmant notamment : « Nier les faits, effacer le crime, c'est à quoi s'emploient les gouvernements turcs depuis Mustafa Kemal. Qu'un savant de l'autorité de Bernard Lewis accrédite cette thèse officielle, qui réitère elle-même le mensonge des criminels d'hier, rien ne le justifie. »
Dans l’édition du 1er janvier 1994, Lewis précise son point de vue, faisant valoir cinq arguments :
1. « Il n’y a eu aucune campagne de haine visant directement les Arméniens, aucune diabolisation comparable à l’antisémitisme en Europe. »
2. « La déportation des Arméniens, quoique de grande ampleur, ne fut pas totale, et en particulier elle ne s’applique pas aux deux grandes villes d’Istanbul et d’Izmir. »
3. « Les actions turques contre les Arméniens, quoique disproportionnées, n’étaient pas nées de rien », citant à l’appui la formation d’unités de volontaires arméniens dans l’armée russe, incluant des sujets ottomans, encadrés par des personnalités arméniennes de citoyenneté ottomane (allusion à Garéguine Pasdermadjian).
4. « La déportation, pour des raisons criminelles, stratégiques ou autres, avait été pratiquée pendant des siècles dans l’Empire ottoman. Les déportations ottomanes ne visaient pas directement et exclusivement les Arméniens. Exemple : sous la menace de l’avancée russe et de l’occupation imminente de cette ville, le gouverneur ottoman de Van évacua à la hâte la population musulmane et l’envoya sur les routes sans transports ni nourriture, plutôt que de la laisser tomber sous la domination russe. Très peu de ces musulmans survécurent à cette déportation “amicale”. »
5. Il y aurait certes eu « de terribles atrocités », mais « pas d’un seul côté ».

Le Comité de défense de la cause arménienne attaque Bernard Lewis, se fondant sur la loi de juillet 1990, dite « loi Gayssot ». Il est débouté par la 17e chambre de tribunal correctionnel de Paris, qui le condamne à payer les frais de justice de Lewis ; deux autres procédures au civil, menées par l’AGRIF et l’Union médicale arménienne de France (UMAF), toutes deux représentées par Jacques Trémolet de Villers échouent également, et les plaignants sont également condamnés à payer les frais de justice de Lewis. Ces décisions sont confirmées en appel, et les parties civiles sont condamnées à payer les frais d'appel de Lewis.
Une autre procédure, au nom de l'article 1382 du code civil, conduit à la condamnation de Bernard Lewis, le 21 juin 1995. Le tribunal, tout en se déclarant inapte à juger de questions historiques, argue d’une faute en sa qualité d'historien, d’un manquement aux devoirs d’objectivité. Le Tribunal a relevé que c'est en « occultant les éléments contraires à sa thèse, que le défendeur a pu affirmer qu’il n’y avait pas de « preuve sérieuse » du génocide arménien ; qu’il a ainsi manqué à ses devoirs d’objectivité et de prudence, en s’exprimant sans nuance, sur un sujet aussi sensible ; que ses propos, susceptibles de raviver injustement la douleur de la communauté arménienne, sont fautifs ». Les juges ont rappelé dans leurs attendus que « cette thèse est contredite par les pièces versées aux débats, desquelles il résulte que dans l'étude sur la question de la prévention et de la répression du crime de génocide, adoptée par la sous-commission de l’ONU le 29 août 1985, le massacre des Arméniens par les Ottomans figure parmi les causes de génocides recensés au XXe siècle ; que le colloque intitulé Tribunal permanent des peuples, réuni à Paris le 29 août 1984 et composé d'éminentes personnalités internationales, a considéré comme bien fondée l'accusation du génocide arménien formulée contre les autorités turques ; que le Parlement européen, dans une résolution adoptée le 18 juin 1987, a reconnu la réalité du génocide arménien et considéré que le refus par la Turquie de l'admettre constituait un obstacle à l’entrée de ce pays dans la Communauté européenne »,,.
Ce jugement est apprécié par la Ligue internationale contre le racisme et l'antisémitisme (LICRA) qui s'était constituée partie civile, de par sa vocation à « combattre par tous moyens la négation des génocides et l’apologie des crimes contre l’humanité ». En revanche, il a été critiqué par des historiens comme Madeleine Rebérioux, Amnon Kohen (qui a défendu la même thèse que B. Lewis), Guenter Lewy (qui arrive lui aussi à la même conclusion que B. Lewis), Andrew Mango (pour le principe comme sur le fond), Pierre Nora, Antoine Prost (qui refuse se prononcer sur l'exactitude ou non des arguments présentés par Lewis, et s'en tient à une position de principe), René Rémond et Norman Stone (qui soutient également Lewis sur le fond). Un des adversaires les plus constants de Bernard Lewis, Noam Chomsky, regrette aussi la décision du tribunal, arguant qu'un « État ne devrait pas pouvoir déterminer la vérité, même s’il a raison ».
Le London Evening Standard du 23 mai 1995 décrit ce procès comme « l'un des plus étranges de ces dernières années » et que « la véritable erreur du professeur [Lewis] était de croire qu'il s'adressait aux descendants de Voltaire ». La Jewish Chronicle (Londres) soutient pour sa part que « Lewis a raison, mais même s'il avait eu tort, il aurait dû avoir le droit de présenter ses thèses ». De même, la Frankfurter Allgemeine Zeitung du 26 juin 1995 présente cette condamnation au civil comme une grave atteinte à la liberté d'expression. Le Washington Post du 9 septembre 1995 considère que l'usage de l'article 1382 du code civil dans un cas comme celui de Lewis est « absurde et pernicieuse ». Jugeant une affaire différente, la Cour de cassation a cassé, en 2005, une condamnation en arguant que « les abus de la liberté d'expression envers les personnes ne peuvent être poursuivis sur le fondement de » l'article 1382 du code civil.
Bernard Lewis maintient sa position dans son livre The Middle East, dans un entretien à Haaretz du 23 janvier 1998, ou à la chaîne américaine C-SPAN du 25 mars 2002, dans la troisième édition de The Emergence of Modern Turkey (New York-Oxford, Oxford University Press, 2002, p. 356) et dans son autobiographie.

### «Que s’est-il passé?»
En 1999, Bernard Lewis prononce trois conférences sur la situation au Proche-Orient. Le texte est publié en 2001 sous le titre Kultur und Modernisierung im Nahen Osten. Remaniant ce texte et l’augmentant, il publie en 2002, What Went Wrong? aux Presses de l’université d’Oxford (version française : Que s’est-il passé ?, Paris, Gallimard, 2002). Il y développe une interprétation des problèmes contemporains du Proche-Orient. Il part d’un paradoxe : le contraste entre la situation actuelle et le brillant de la civilisation islamique au Moyen Âge.

« Lorsque la puissance musulmane était à son apogée, seule une autre civilisation, la Chine, pouvait se comparer à elle par l’ampleur, la qualité et la diversité de ses réalisations. Toutefois, la civilisation chinoise restait essentiellement limitée à une aire géographique, l’Extrême-Orient, et à une famille de peuples. L'Islam, en revanche, avait créé une civilisation mondiale, pluriethnique, multiraciale, internationale, et l’on pourrait même dire transcontinentale. »

Analysant les raisons qui ont conduit au déclin, Lewis pointe en particulier le repli sur soi, à la fin du Moyen Âge, et plus généralement le manque d’intérêt pour les réalisations de l’Occident, qui rattrape, puis dépasse techniquement le monde musulman pendant la Renaissance. Il pointe la singularité des Turcs, qui sont les premiers à prendre conscience du retard, à se demander « Quelle erreur avons-nous commise ? », plutôt que « Qui nous a fait cela ? », qui sont allés le plus loin dans la modernisation et l’occidentalisation, et qui sont les seuls à avoir créé une démocratie stable. Dans les pays arabes et en Perse (Iran), la prise de conscience fut plus tardive, et la modernisation moins efficace. Selon Lewis, ce n’est pas l’Islam en soi qui est un obstacle à la modernisation mais plutôt une erreur d’appréciation sur les causes du déclin du Proche et Moyen-Orient, qui enferme trop d’habitants dans une mentalité de victimes, cherchant chez les autres les raisons des échecs de leur pays.
S’agissant de la laïcité, Bernard Lewis estime :

« Dans le monde chrétien, la laïcisation fut une tentative pour résoudre la longue et dévastatrice confrontation entre l’Église et l’État. La séparation, décidée par la révolution américaine, puis française, et par d’autres ensuite, visait à prévenir deux maux : d’une part, l’utilisation de la religion par l’État pour renforcer et étendre son pouvoir ; d’autre part, l’utilisation du pouvoir de l’État par le clergé pour imposer ses doctrines et ses règles à l’ensemble de la société. C’est un problème qui a longtemps été considéré comme purement chrétien, ne concernant ni les musulmans, ni a fortiori les juifs, qui pourtant y sont désormais confrontés en Israël. Si l’on considère le Moyen-Orient contemporain, musulman et juif, force est de se demander si cela est encore vrai — ou bien si les musulmans et les juifs n’ont pas contracté un mal chrétien, et seraient bien avisés d’envisager un remède de même nature. »

Il conclut : « Ce n’est qu’en renonçant à leurs griefs et à leur victimisme, en surmontant leurs querelles, en unissant leurs talents, leur énergie et leurs ressources dans un même élan créatif, que ces peuples pourront de nouveau faire du Moyen-Orient ce qu’il était dans l’Antiquité et au Moyen Âge, un haut lieu de civilisation. Le choix leur appartient. »

## Ouvrages (liste partielle)
- Les Assassins. Terrorisme et politique dans l'islam médiéval, Éditions Complexe, Bruxelles, 2001 (1982) ; préface de Maxime Rodinson ; traduction : Annick Pélissier. Titre original : The Assassins. A Radical Sect in Islam (Londres, 1967).
- The Origins of Ismailism, Cambridge, W. Effer, 1940, rééd. New York, 1975.
- British Contributions to Arabic Studies, Londres, Green & C°, 1941.
- Handbook of Diplomatic and Political Arabic, Londres, Luzac & C°, 1947.
- The Arabs in History, Londres, 1950, deuxième édition revue, corrigée et augmentée, 1993. Traductions françaises : Les Arabes dans l'histoire, Neuchâtel, 1958 et Paris, Flammarion, 1993.
- Notes and Documents from the Turkish Archives, Jérusalem, Israel Oriental Society, 1952.
- Encyclopédie de l’Islam (codirection), Leyde, Brill, 1960-2007.
- The Emergence of Modern Turkey, Oxford-Londres-New York, Oxford University Press, 1961 ; deuxième édition, 1968 (traduction française : Islam et laïcité. La naissance de la Turquie moderne, Paris, Fayard, 1988) ; troisième édition, 2002.
- Istanbul and the Civilizations of the Ottoman Empire, Norman, University of Oklahoma Press, 1963, deuxième édition, 1989. Traduction française : Istanbul et la civilisation ottomane, Paris, Jean-Claude Lattès, 1990.
- The Middle East and the West, Londres, Weidenfeld & Nicolson, 1964 ; deuxième édition revue et corrigée : The Shaping of the Modern Middle East, New York-Oxford, Oxford University Press, 1994. Traduction française : La Formation du Moyen-Orient moderne, Paris, Aubier, 1995.
- Race and Color in Islam, 1971. Traduction française : Race et couleur en pays d’Islam, Paris, Payot, 1982.
- Islam in History, Londres, Alcove Press, 1973 ; deuxième édition revue, corrigée, et augmentée, Chicago, Open Court, 1993 (recueil d'articles).
- Studies in Classical and Ottoman Islam, 7th-16th Centuries, Londres, Variorum Reprints, 1976 (recueil d'articles).
- History Remembered, Recovered, Invented, Princeton University Press, 1975 ; rééd. Simon & Schuster, 1987.
- Population and Revenue in the Towns of Palestine in the Sixteenth Century, Princeton, Princeton University Press, 1978 (avec Amnon Cohen).
- The Muslim Discovery of Europe, New York-Londres, Norton, 1982. Traduction française : Comment l’Islam a découvert l’Europe, Paris, La Découverte, 1984 (postface de Maxime Rodinson) ; rééd. Gallimard, 1990, 1992 et 2005.
- Christian and Jews in the Ottoman Empire: the Functioning of a Plural Society, New York-Londres, Holmes & Meier 1982 (codirection avec Benjamin Braude).
- The Jews of Islam, Princeton University Press, 1984. Traduction française : Juifs en terre d’islam, Paris, Calmann-Lévy, 1986 ; rééd. Flammarion, « Champs », 1989.
- Le Retour de l'Islam, Paris, Gallimard, 1985 (recueil d'articles).
- (en) Semites and Anti-Semites : An Inquiry Into Conflict and Prejudice, New York / Londres, W.W. Norton, 1986, 283 p. (ISBN 0-393-02314-1).
  - Traduction française : Sémites et antisémites [« Semites and Anti-Semites : An Inquiry Into Conflict and Prejudice »] (trad. de l'anglais par Jacqueline Carnaud et Jacqueline Lahana), Paris, Fayard, coll. « Nouvelles études historiques », 1987, 365 p. (ISBN 2-213-01953-3, présentation en ligne).
- Islam from the Prophet Muhammad to the Capture of Constantinople, New York-Oxford, Oxford University Press, 1987.
- The Political Language of Islam, University of Chicago Press, 1988. Traduction française : Le Langage politique de l'Islam, Paris, Gallimard, 1988.
- Europe-Islam : actions et réactions, Paris, Gallimard, 1992 (recueil d'articles).
- Musulmans en Europe, Arles, Actes sud, 1992 (codirection avec Dominique Schnapper).
- Race and Slavery in the Middle East: an Historical Enquiry, New York-Oxford, Oxford University Press, 1990. Traduction française : Race et esclavage au Proche-Orient, Paris, Gallimard, 1993.
- Islam and the West, New York-Oxford, Oxford University Press, 1993.
- « Islam et démocratie », Notes de la Fondation Saint-Simon, 1993.
- Cultures in Conflict, New York-Oxford, Oxford University Press, 1994.
- The Middle East: A Brief History of the Last 2,000 Years, New York, 1995. Traduction française : Histoire du Moyen-Orient, Paris, Albin Michel, 1997.
- Atatürk transforming the image of a nation, New York, The Creative Book Company, 1995.
- The Future of the Middle East, Londres, Orion, 1997.
- The Multiple Identities of the Middle East, Londres-New York, Weidenfeld & Nicolson/Schocken Books, 1998.
- L'Histoire du Moyen-Orient : 2000 ans d'histoire de la naissance du christianisme à nos jours, Albin Michel, 2000.
- A Middle East Mosaic: Fragments of life, letters and history, New York, Random House, 2000.
- Music of a Different Drum: Classical Arabic, Persian, Turkish & Hebrew Poems, Princeton University Press, 2001.
- Islam in History, 2001.
- « La révolte de l'Islam », Le Débat, no 119, 2002/2, p. 50–67.
- What Went Wrong? : The Clash Between Islam and Modernity in the Middle East, New York, 2002. Traduction française : Que s’est-il passé ? L’Islam, l’Occident et la modernité, Paris, Gallimard, 2002.
- The Crisis of Islam : Holy War and Unholy Terror, New York, 2003. Traduction française : L’Islam en crise, Paris, Gallimard, 2003.
- From Babel to Dragomans : Interpreting the Middle East, New York-Oxford, Oxford University Press, 2004 (recueil d'articles).
- Political Words and Ideas in Islam, Princeton, Markus Wiener Publisher, 2008 (recueil d'articles).
- Islam: the Religion and the People, Londres, Pearson, 2008.
- Faith and Power: Religion and Politics in the Middle East, New York-Oxford, Oxford University Press, 2010 (recueil d'articles). Traduction française : Le Pouvoir et la foi, Paris, Odile Jacob, 2011.
- The End of Modern History in the Middle East, Stanford, Hoover Institution Press, 2011.
- Notes on a Century. Reflections of a Middle East Historian, Londres, Weidenfeld & Nicolson, 2012 (avec Buntzie Ellis Churchill).